# Мюнстертальбан
Мюнстертальбан (нім. Münstertalbahn) — одноколійна електрифікована залізниця від Бад-Кроцінгена до Мюнстерталя. 
У Бад-Кроцінгені лінія сполучена із Райнтальбаном. Власником і оператором Мюнстертальбану є SWEG. 
Депо розташовано на станції Штауфен. 
Пасажирські перевезення на колишній лінії до Зульцбурга припинено в 1969 році.

## Маршрут
Колія прямує переважно полями, луками та лісовими масивами. 
Починається в Бад-Кроцінгені та прямує через Оберкрозінген до Штауфена. 
Там розгалужувалася на дві лінії. 
Південна лінія  зараз закрита, вела через Грюнерн і Балльрехтен-Доттінген до Зульцбургу. 
Північна лінія збереглася і веде через Етценбах і Діцельбах до Мюнстерталя. 
Маршрут, з дільницею, що не використовується, повністю розташований в районі Брайсгау-Гохшварцвальд.

## Історія

### Будівництво колії Кроцінген–Зульцбург і перші роки експлуатації

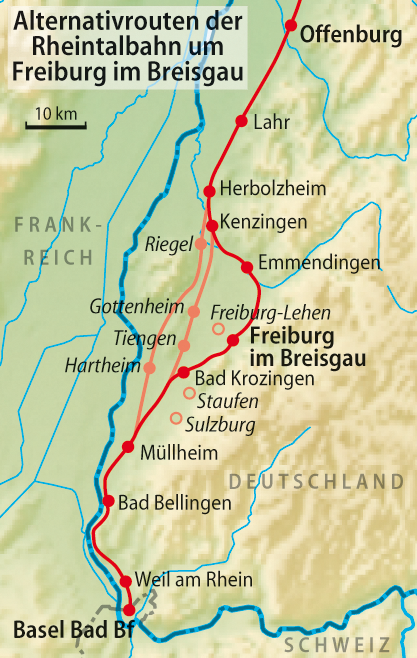
Ані заплановані маршрути Райнтальбану (помаранчевий), ані фактичний маршрут із сполученням із Фрайбургом (червоний) не стосувалися Зульцбурга та Штауфена.

Згідно зі статтею 1 Закону про залізниці Бадена 1838 року, Баденська магістраль від Мангайма до Базеля мала пролягати «якнайближче до гір». 
Тому Фрайбург відмовився від прямого маршруту (помаранчевий) і мав сполучення із Райнтальбаном. 
Однак через географічні причини всі альтернативні залізничні лінії не могли забезпечити сполучення зі Штауфеном (через Шлоссберг) і з Зульцбургом (через його розташування в бічній долині Шварцвальду). 
Обидва міста ставали все більш економічно маргіналізованими, тому що промисловість розташувалася вздовж залізничної лінії, а жителі віддалених міст слідували за ними.
Тому з 1884 року обговорювалося будівництво різноманітних залізничних сполучень: Кроцінген — Штауфен, Шалштадт — Штауфен — Зульцбург — Мюльгайм, Зульцбург — Гайтерсгайм. 
Роботи, розпочаті Германом Бахштайном в 1890 році після рішення побудувати колію від Кроцінгена до Штауфена та Зульцбурга, швидко припинені. 
Тому 25 лютого 1892 року міська влада Штауфена направила петицію до уряду та земельного парламенту в Карлсруе щодо залізниці від Кроцінгена до Штауфена. 
Зрештою, на вже запланованому маршруті вирішено побудувати стандартну колію. 
Два міста звернулися до берлінської компанії Vering & Waechter, яка вже керувала залізницею Рейн — Еттенгаймюнстер і залучена до планування Кандертальбану. 
Згоду отримано 3 квітня 1892 року. 
Після того, як дільницю відкрили для залізничних операцій і здобули субсидію в розмірі 110 000 марок, концесію надали 15 квітня 1894 року, а лінію урочисто відкрили 20 грудня 1894 року. 

Майже 70 відсотків маршруту проходило по прямій. 
Тільки між станцією Штауфен і мостом через Ноймаген був невеликий радіус всього 200 метрів. 
З іншого боку, градієнтні умови були не такими сприятливими. 
Навіть 20 відсотків маршруту не було горизонтальним. 
Понад 2350 метрів потрібно було подолати ухили 1:50 (або 20 ‰), що ще не вважається крутою дільницею на магістралі. У лютому 1895 року лінію включено до списку Міжнародної конвенції про вантажні залізничні перевезення. 
 
Компанія розвивалася дуже динамічно до кінця Першої світової війни, і доходи були вищими, ніж спочатку оцінювалися. 
Уже в 1904/05 р. довелося розширити вантажні зони на станції Зульцбург. 

У 1898 році компанія Vering & Waechter заснувала Deutsche Eisenbahn-Betriebs-Gesellschaft AG (DEBG) для експлуатації власних залізниць. 
У тому ж році компанія спочатку отримала концесію на експлуатацію колії. 
31 березня 1901 року цю лінію разом із колією Галтінген — Кандерн і спільним депо в Зульцбурзі повністю передано DEBG за ціною 967 000 марок. 

### Будівництво колії до Мюнстерталя

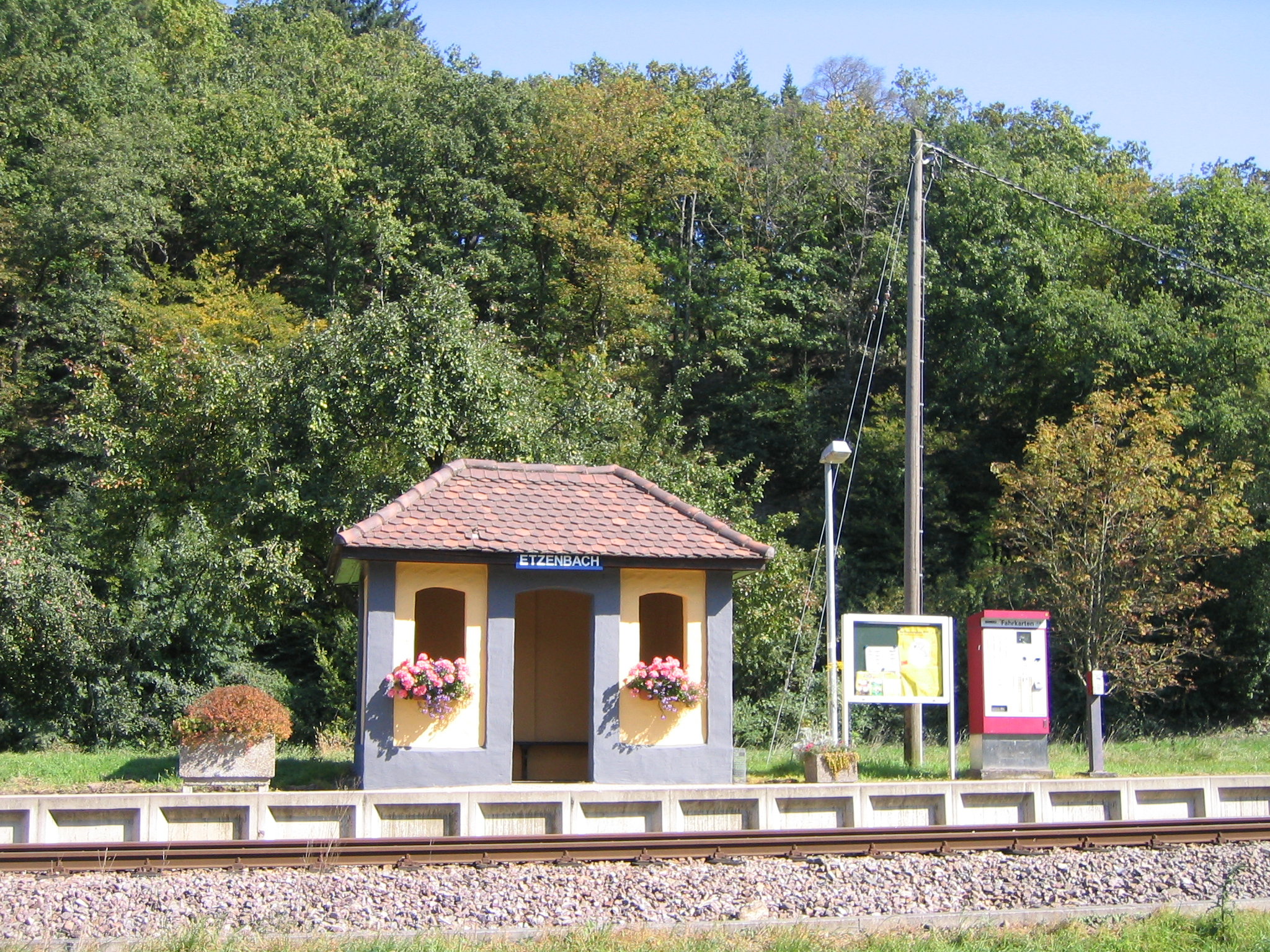
Зупинка Етценбах

Ще в 1896 і 1912 роках розроблено проєкти забезпечення транспортного сполучення з Мюнстерталем. 
Вони зазнали невдачі через розбіжності між тодішніми незалежними громадами Унтер- та Обермюнстерталь. 
Нарешті, 30 липня 1913 року DEBG здобула концесію на відгалуження Штауфен — Унтермюнстерталь. 
Із орієнтовних витрат приблизно 89 000 марок на кілометр довжини залізниці держава зобов’язалася покрити 30 000 марок, а муніципалітет Унтермюнстерталь – 10 000 марок.
Будівництво, яке доручили компанії Vering & Waechter, розпочалося на початку жовтня 1913 року. 
Початок війни вплинув, але не перервав роботи, так що нову дільницю нарешті введено в експлуатацію 1 травня 1916 року. 
З топографічних причин станцію Унтермюнстерталь довелося розташувати на правому березі Ноймагена. 
Тому було б логічно створити колію на станції Штауфен, щоб уникнути перетину річки. 
Але це означало б маршрут через місто. 
Тому вирішено спочатку використовувати Ноймагенський міст існуючої залізниці та створити розгалуження за кладовищем зі стрілочним переводом. 
Оскільки прямий перетин через Ноймаген неможливий з новоствореної станції Штауфен-Південний через забудований терен, лінія прямує річищем Ноймагену, поки не перетне її та продовжується на правому березі. 
Лише на відгалуженні від початкової колії потрібно було вибрати радіус кривої лише 200 метрів. 
Понад 60 відсотків маршруту пролягає по прямій. 
Відгалуження на Мюнстерталь має ухил 90,21 метра. 
Лише 100 метрів є горизонтальними, тоді як найкрутіший градієнт 1:45 простягається на 1071 м. 
До станції Унтермюнстерталь можна дістатися по насипу висотою приблизно три метри, а в кінці залізниці є майже семиметровий розріз. 

### Поглинання компанією SWEG і закриття колії до Зульцбургу

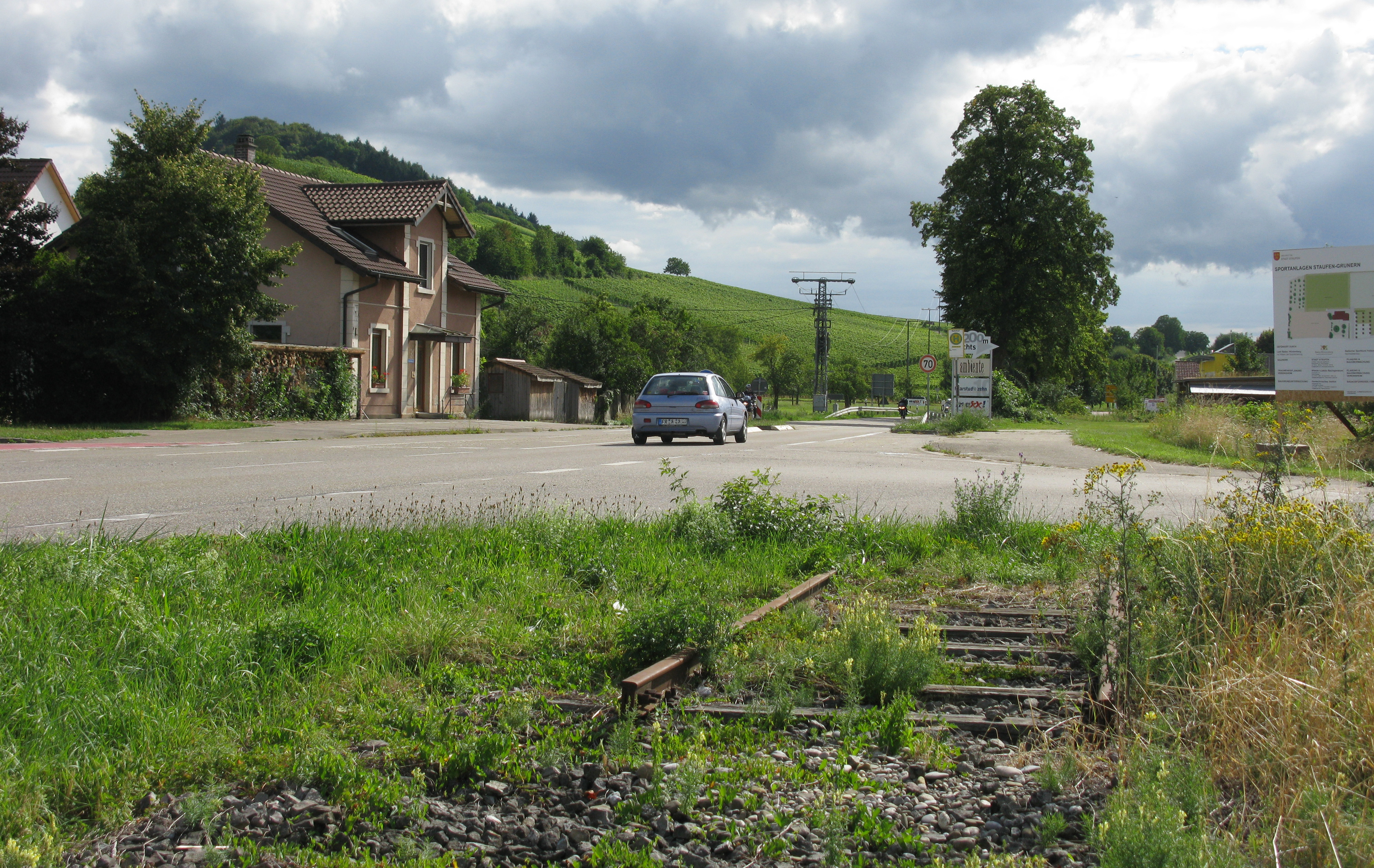
Колії невикористовуваної лінії біля Грюнерна з колишнім вокзальним рестораном

У 1963 році лінію передано Südwestdeutsche Verkehrs-Aktiengesellschaft (SWEG). 
27 вересня 1969 року залізничний пасажирський рух до Зульцбурга 

припинено та замінено автобусним сполученням. 
Вантажні перевезення між Грюнерном і Зульцбургом припинено 15 березня 1973 року, після чого дільницю демонтовано з середини 1970-х років. 
Після банкрутства останнього промислового заводу в Грюнерні роботи на дільниці, що залишилася, також припинено в 1996 році. 
Вантажне депо Штауфен закрито 30 вересня 2002 року. 
Через два роки демонтували стрілочний вузол останньої існуючої колії промислового підприємства.

### Електрифікація та модернізація
Угода про співпрацю між RVG та NVBW від 11 березня 2009 року передбачала електрифікацію мережі S-Bahn у районі Фрайбурга до 2018 року. 
Мюнстертальбан також електрифіковано під час повного закриття 29 травня 2012 року — 9 червня 2013 року. 

Роботу також тимчасово призупинено 29 травня 2012 року для оновлення верхньої будови колії. 

Після того, як Базель-Вюртемберг схвалив електрифікацію залізниці 23 липня 2012 року, модернізацію розпочато з кошторисом 14 мільйонів євро. 
 
На початку 2013 року стало відомо, що електровагони не можуть їхати зі швидкістю 80 км/год, а лише 60 км/год, оскільки державні субсидії на розширення залізничних переїздів не затверджено. 

У середині лютого 2013 року кошти вивільнено, попри загальне заморожування фінансування в Міністерстві транспорту. 

СЦБ в Штауфені введено в експлуатацію в серпні 2013 року. 
15 липня 2013 року в повітряну лінію подано напругу (15 000 вольт).
21 вересня 2013 року державний міністр транспорту Вінфрід Герман відкрив рух модернізованою та електрифікованою лінією. 

## Діяльність
Весь маршрут проходить у межах тарифної зони Regio-Verkehrsverbund Freiburg (RVF).
| Оператор | Маршрут                                                                             | Інтервал                        |
| -------- | ----------------------------------------------------------------------------------- | ------------------------------- |
| SWEG     | Бад-Кроцінген – Бад-Кроцінген Ост – Оберкроцінген – Штауфен                         | Кожні 30 хв                     |
| SWEG     | Штауфен — Штауфен-Південний — Етценбах — Діцельбах — Гоф — Мюнстерталь (Шварцвальд) | Кожні 60 хв                     |
| SWEG     | Фрайбург – Шальштадт – Бад-Кроцінген – Штауфен (– Мюнстерталь (Шварцвальд)          | Дві пари поїздів на день (2016) |

## Рухомий склад

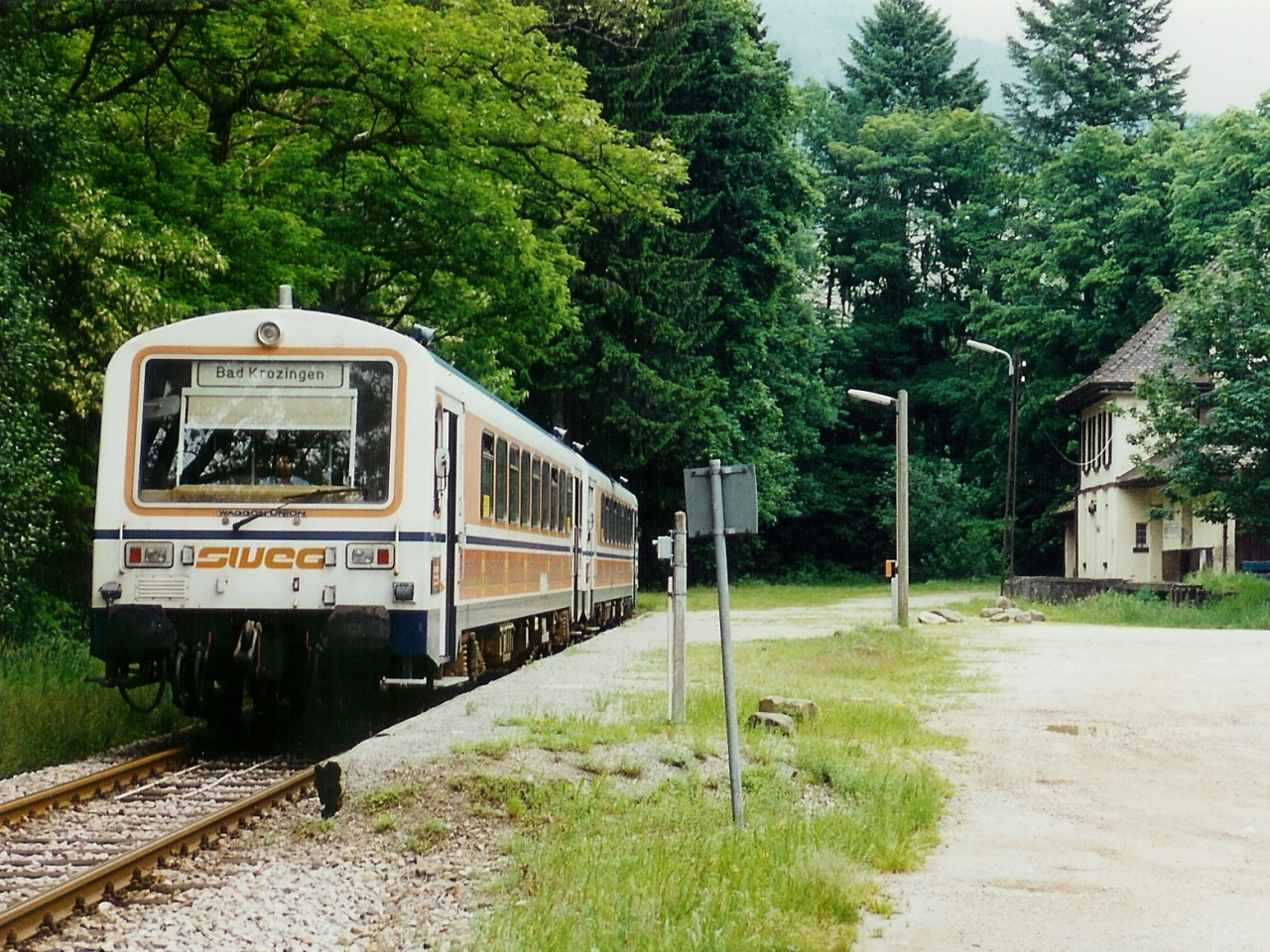
Дизельний вагон Münstertalbahn на кінцевій зупинці Münstertal (1987)

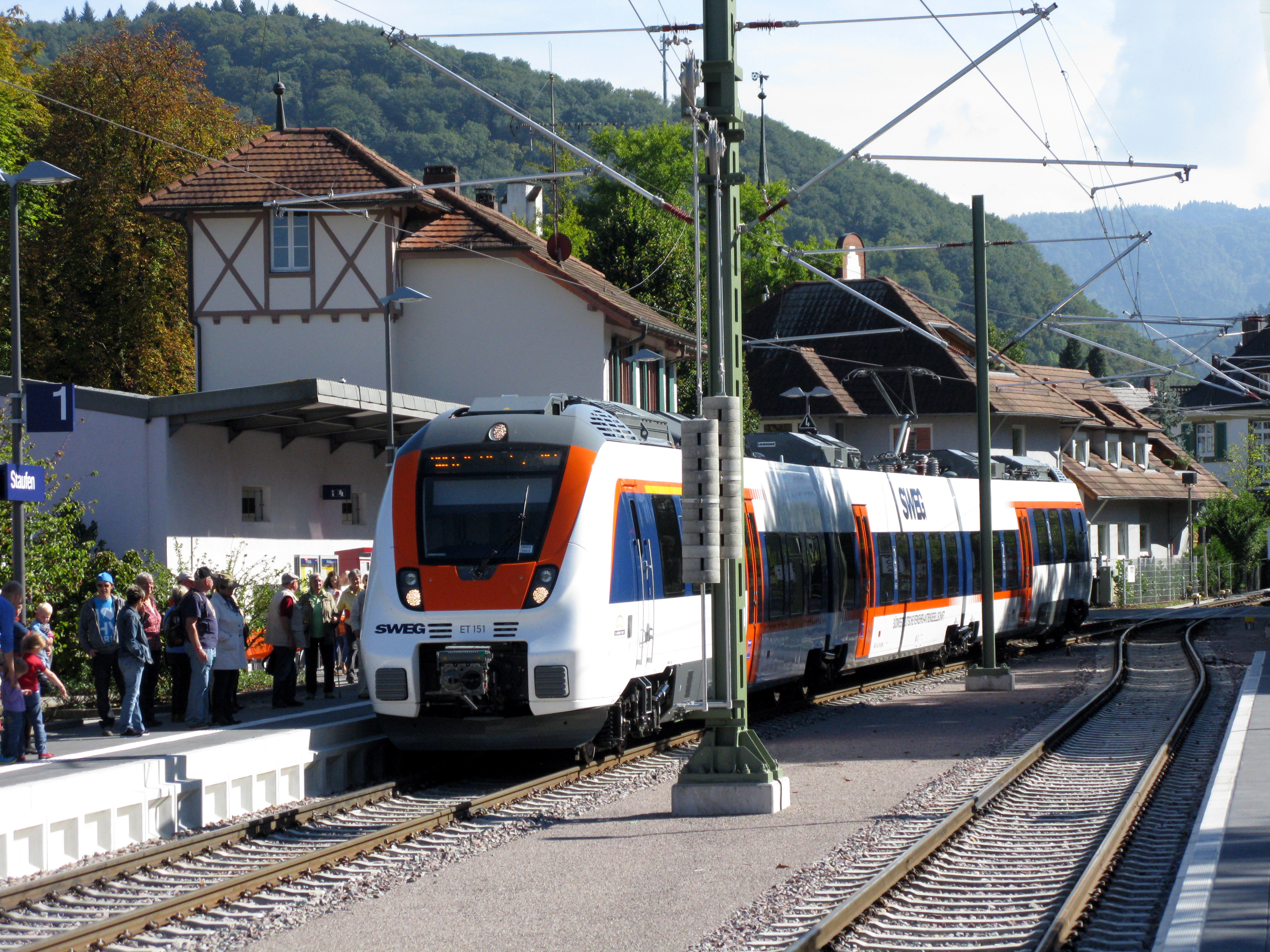
Bombardier Talent 2 SWEG на станції Штауфен

З 1933 року перша дизельна автомотриса KMS VT1 використовувалася на Мюнстертальбані.
У 1960-х роках на лінії використовувалися Т 3, автомотриси, побудовані в 1928 році вагонним заводом Вердау, і Т 104 (побудовані в 1952 році), есслінгенська автомотриса. 
Оскільки після закриття останньої дільниці до Зульцбурга Мюнстертальбан мав лише крихітне депо в Штауфені, більшість робіт доводилося виконувати просто неба. 

З початку 1980-х років на Мюнстертальбані використовувалися автомотриси серії NE 81, які в 1990-х були замінені Regio-Shuttles.
Маршрут довжиною 11 км обслуговувався трьома автомотрисами цього типу до 2012 року. 
Оскільки поставку двох нових електропоїздів типу Bombardier Talent 2 (ET 150 і 151) 

відклали, Regio-Shuttle Східнонімецької залізниці (ODEG) використовувався в оренду з червня по вересень.
Два вагони прибули в депо SWEG в Ендінгені на початку липня 2013 року. 
Перші випробування та випробування нових вагонів спочатку планувалося розпочати у квітні 2013 року, але відкладено до кінця липня через затвердження та з фінансових причин. 
9 вересня 2013 року Talent 2 нарешті вперше використали в пасажирських перевезеннях. 
Нові вагони Bombardier Talent 3 експлуатуються з 14 червня 2020 року. 
Два вагони — 150 і 151 продано компанії Alpha Trains, яка орендує їх Cantus Verkehrsgesellschaft.